# Duus
Duus er muligvis navnet på flere adelslægter i Danmark, dog kan en spores tilbage til et diplom, givet i 1258 til Borchadus & Hartwicus Dus. Dog, nævnes der også en Niels Mandorp Duus i 1315.